# Славолюб Муслин
Славолюб Муслин (на сръбски: Cлaвoљуб Mуcлин) е бивш сръбски футболист и бивш селекционер на националния отбор на Сърбия. През дългата си треньорска кариера, започнала през 1988, е бил треньор на различни отбори във Франция, Мароко, Сърбия, България, Украйна, Русия, Беларус, Кипър и Белгия.

## Кариера като футболист
Роден в Белград, Муслин започва кариерата си в ОФК Белград, преминава първо в БАСК, после в Рад, преди да бъде трансфериран в местния гранд Цървена звезда. За Звезда той играе в продължение на 6 години, като в отбора се засича с футболисти като Драган Джаич, Владислав Богичевич, Йован Ачимович, Владимир Петрович и Душан Савич.
През 1981 се премества във Франция, като подписва договор с Лил. Там остава до 1983, когато преминава в Брест. От 1986 е играч на Кан, където година по-късно приключва активната си кариера.

## Кариера като треньор

### Във Франция
След като през 1987 приключва кариерата, две години по-късно е назначен за треньор на бившия си отбор - Брест. Там остава до 1991. През тези години част от отбора е и Давид Жинола. През следващите три сезона е треньор на По. След това напуска в посока Бордо. Под неговото ръководство отбрът се класира за 1/4-финалите на Купата на УЕФА през сезон 1995/96. Въпреки това е уволнен през зимата поради слаби резултати, преди 1/4-финалите. Впоследствие Бордо отпада от Байерн Мюнхен. През лятото на 1996 поема Ланс, но през март 1997 е уволнен.

### Цървена звезда
На 20 септември 1999 поема юздите на бившия си отбор - Цървена звезда. През първия си сезон печели титлата и купата с впечатляваща игра. Успехът в първенството е дублиран през следващия сезон, но финалът за купата е загубен от вечния съперник Партизан. В началото на следващия сезон (2001/02) Муслин подав оставка, като конкретна причина не е посочена, но за такава се смята поражение с 0–3 от Байер Леверкузен в квалификациите за Шампионската лига.

### Левски София
В края на март 2002 е назначен за старши треньор на български Левски, заменяйки на поста Рюдигер Абрамчик. Под негово ръководство Левски печели дубъл. През април 2003 е уволнен поради слаби резултати, изоставайки на 8 точки от лидерите.

### Цървена звезда
Само два месеца след като е уволнен от Левски, Муслин се завръща начело на Цървена звезда, на мястото на уволнения Зоран Филипович. В последвалия сезон Муслин става шампион за трети път като треньор на Звезда, но отново не успява да спечели дубъл. След като печели титлата, Муслин обявява, че иска повече участие в трансферната политика на клуба. Последва скандал с президента на отбора Драган Джаич, вследствие от който Муслин е уволнен.

### Металург Донецк
Металург Донецк е следващият отбор, на който Муслин е треньор. Поема отбора през лятото на 2004. За Купата на УЕФА през сезон 2004/05 Металург претърпява катастрофално поражение от Лацио с общ резултат 0–6. На 8 март 2005 подава оставка. По време на напускането му отборът заема 3-то място във временното класиране в първенството.

### Локерен
В два отделни периода Муслин е треньор на белгийския Локерен. Първият от тях е между май и декември 2005.

### Локомотив Москва
Дни след като напуска Локерен, Муслин е обявен за треньор на руския Локомотив Москва. Стартът на следващия сезон е силен за отбора. Воден на терена от Дмитрий Сичов, Локомотив записва 18 мача без загуба. Последват обаче серия от слаби резултати, заради които Локомотив губи борбата за титлата с ЦСКА Москва. След като Лкомотив отпада и от Купата на УЕФА, Славолюб Муслин е уволнен.

### Локерен
На 26 ноември 2006 се завръща в закъсалия тогава отбор на Локерен. Въпреки неговот присъствие обаче, отборът не успява да се стабилизира и завършва на 16-о място от общо 18 отбора, и в края на сезона е заменен от Жорж Леекенс.

### Химки
През септември 2007 подписва договор с Химки. Под ръководството му, през сезон 2007, Химки завършва на 11-о място в класирането, на три точки от зоната на изпадащите. Последвалият слаб старт на сезон 2008 е причината на 14 април Муслин да бъде уволнен.

### Динамо Минск
На 17 септември 2008 е обявен за новия треньор на беларуския Динамо Минск, но след няколко месеца е уволнен.

### Анортосис Фамагуста
През август 2009 застава начело на кипърския Анортосис Фамагуста, участвал в Груповата фаза на Шампионската лига през миналия сезон. През следващата 2010 година е уволнен, след като отборът отпада на 1/4-финалите за Купата на страната.

### Амкар Перм
На 17 юни 2014 поема руския Амкар Перм. Отборът обаче се представя слабо през сезон 2014/15, и Муслин е уволнен след края на сезона.

### Стандарт Лиеж
Славолюб Муслин е обявен за треньор на белгийския Стандарт Лиеж на 5 юни 2015, но само три месеца по-късно е уволнен.

### Национален отбор на Сърбия
На 5 май 2016 е избран за треньор на националния отбор на Сърбия, на мястото на Радован Чурчич.